# Regional District of Central Kootenay
Der Regional District of Central Kootenay (RDCK) ist ein Bezirk in der kanadischen Provinz British Columbia. Er ist 22.094,94 km² groß und zählte 59.517 Einwohner (2016). Beim Zensus 2011 zählte der Bezirk 58.441 Einwohner. Hauptort ist Nelson.
Grundsätzlich gilt im Regional District of Central Kootenay die Pacific Standard Time, lediglich in einigen östlichen Bereichen des Bezirks gilt die Mountain Standard Time. Diese gilt nur im Gebiet östlich des Kootenay Rivers und des Kootenay Lakes. An größeren Gemeinden ist davon nur Creston betroffen.

## Administrative Gliederung

### Städte und Gemeinden
| Ort       | Status | Bevölkerung |
| Castlegar | City   | 8.039       |
| Creston   | Town   | 5.351       |
| Nelson    | City   | 10.572      |

### Gemeindefreie Gebiete
- Central Kootenay A
- Central Kootenay B
- Central Kootenay C
- Central Kootenay D
- Central Kootenay E
- Central Kootenay F
- Central Kootenay G
- Central Kootenay H
- Central Kootenay I
- Central Kootenay J
- Central Kootenay K